# Etablissement Gschwandner

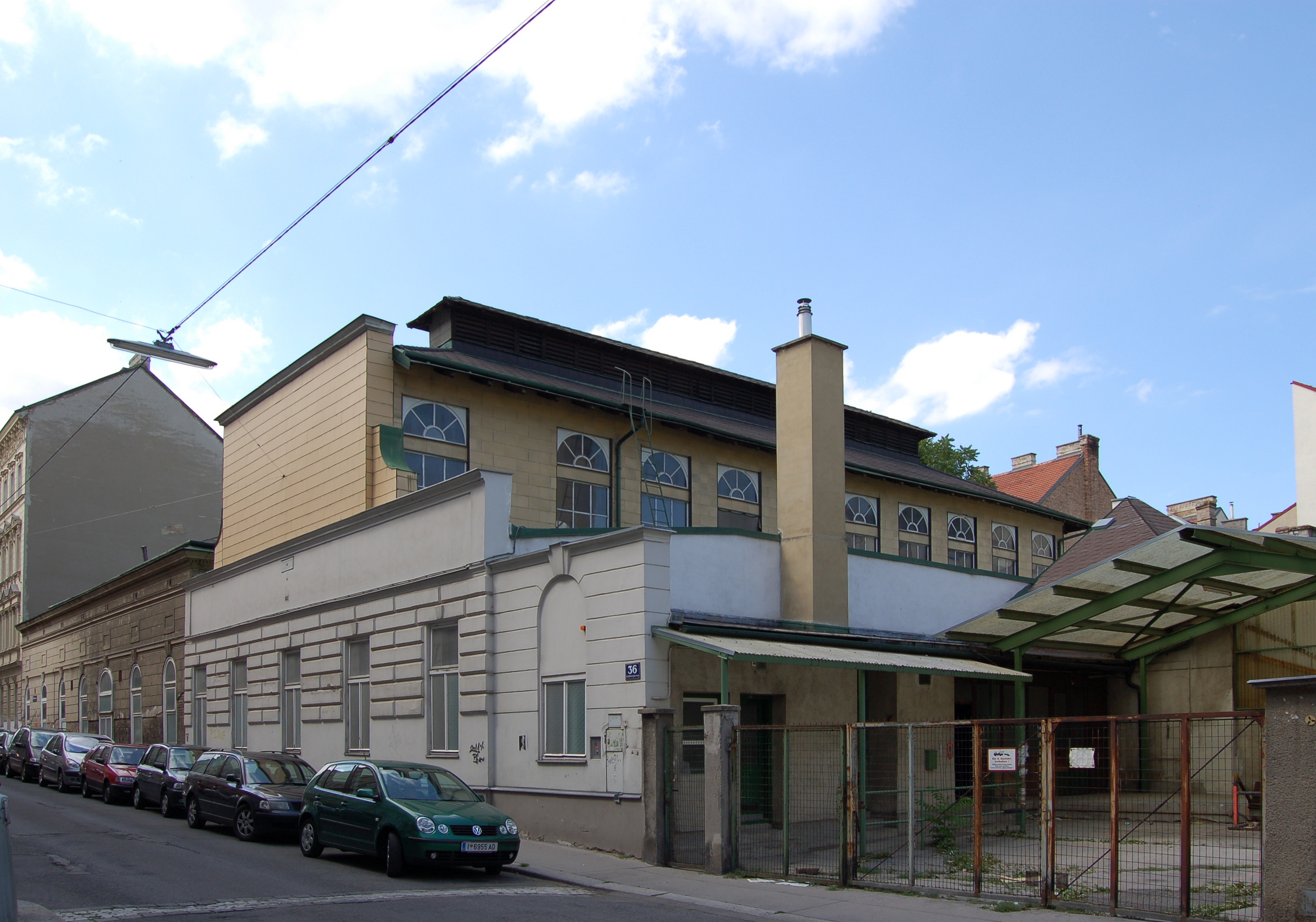
Etablissement Gschwandner, Ansicht Geblergasse 40

Das Etablissement Gschwandner in Wien ist ein Veranstaltungsgebäude an den Adressen Geblergasse 40 und Hernalser Hauptstraße 41 im 17. Bezirk, Hernals. Es wurde am 16. Februar 2018 unter dem neuen Namen REAKTOR wiedereröffnet. Das Gebäude steht unter Denkmalschutz.

## Geschichte
Das Etablissement Gschwandner war ab den 1830er Jahren ein Heurigenlokal an der heutigen Adresse Hernalser Hauptstraße 40 und hat sich als eine der letzten vorstädtischen Vergnügungsstätten des 19. Jahrhunderts erhalten. Es wurde 1877 nach Abbruch des Saales, der 1839 auf der ursprünglich bis zur Ottakringer Straße reichenden Liegenschaft erbaut wurde, als Salon errichtet sowie nach Abbruch eines 1846 entstandenen Zubaus nach Plänen des Baumeisters Johann Gschwandner (Sohn des ursprünglichen Grundstückseigentümers und Weinschänkers Johann Gschwandner, 1802–1862) im Gartenteil der von jenen Tagen an von der Stiftgasse (ab 1894 Geblergasse) durchschnittenen Liegenschaft Hernalser Hauptstraße 41 errichtet. Der im Auftrag von Georg Gschwandner († 1901; Alter 69), einem Bruder des Baumeisters, erbaute basilikale Saal stammt aus der Bauzeit und wurde 1887 sowie 1906 erweitert.
Das Gebäude wurde 2017 unter der Federführung von Bernhard Kammel restauriert. Im Zuge der Renovierung wurde eine zeitgemäße technische Infrastruktur behutsam in den historischen Bestand eingefügt sowie die ursprüngliche Raumorganisation der drei Veranstaltungssäle wiederhergestellt. Am 16. Februar 2018 wurde das Haus mit dem neuen Namen REAKTOR als transdisziplinärer Ort der Künste wiedereröffnet. Am 9. November 2022 wurde Bernhard Kammel mit der "Medaille für Verdienste rund um den Denkmalschutz" des Bundesdenkmalamts (Liste der Preisträgerinnen und Preisträger, Jurybegründungen) verliehen von Andrea Mayer, Staatssekretärin für Kunst und Kultur, ausgezeichnet.

## Architektur
Der große basilikale Saal aus 1877 wurde 1887 und 1906 erweitert und zeigt an der Rückfront in der Geblergasse eine Rustikagliederung. Der westliche eingeschoßige Zubau wohl aus 1894 beinhaltet den sogenannten Strauss-Lanner-Saal, den etwas später errichteten Schützensaal sowie den im Rahmen der Renovierung 2018 neu geschaffenen Haupteingang. Die straßenseitige Front an der Geblergasse hat eine schlichte Putzquaderung. Der Zugang von der Hernalser Hauptstraße erfolgt durch ein späthistoristisches Zinshaus aus dem Jahr 1894; ebendort hat das Etablissement ein repräsentatives Foyer mit einem folgenden breiten Stiegenaufgang von 1883 / 1884.
Der große basilikale Saal ist ein dreischiffiger Rechtecksaal mit Holzsäulen mit Stuckummantelung, korinthischen Kapitellen und einem reich dekorierten Gebälk. Die Obergadenfenster sind rundbogig, das Spiegelgewölbe hat einen Stichkappenkranz und Lüftungsgitter. Dekorative Wandmalerei wurde übertüncht.
Unter den Sälen befinden sich ausgedehnte gewölbte Kellereien mit einem zugehörigen umgebauten Presshaus aus dem 17. Jahrhundert, einem Restbestand eines ehemaligen Gutes des Domkapitels von St. Stephan.